# Парк-шуме Ивље
Парк-шума Ивље се налази између река Ибар и Западна Морава на планини Златар, територији општине Нова Варош. Простире се на површини од 78,16 хектара.

## Одлике
Заштићена је као специјални резерват природе,а од посебног значаја је шума коју већински чине бели бор и смрча, и јесте једини локалитет у Србији на коме је развијена заједница ових врста на кречњаку, а процењује се да је њихова старост преко 800 година. Предео је настањен са 86 биљих врста и 17 врста птица ( белоглави суп, црна жуна, црни кос, дрозд певач). У околини парка налазе се многобројни манастири и цркве, а издвојен је и као простор од посебног значаја за заштиту природе. Сврстан је у националну еколошку мрежу због националног значаја за очување диверзитета птица, а међународног значаја за заштиту дневних лептира.